# Hôtel DuPeyrou

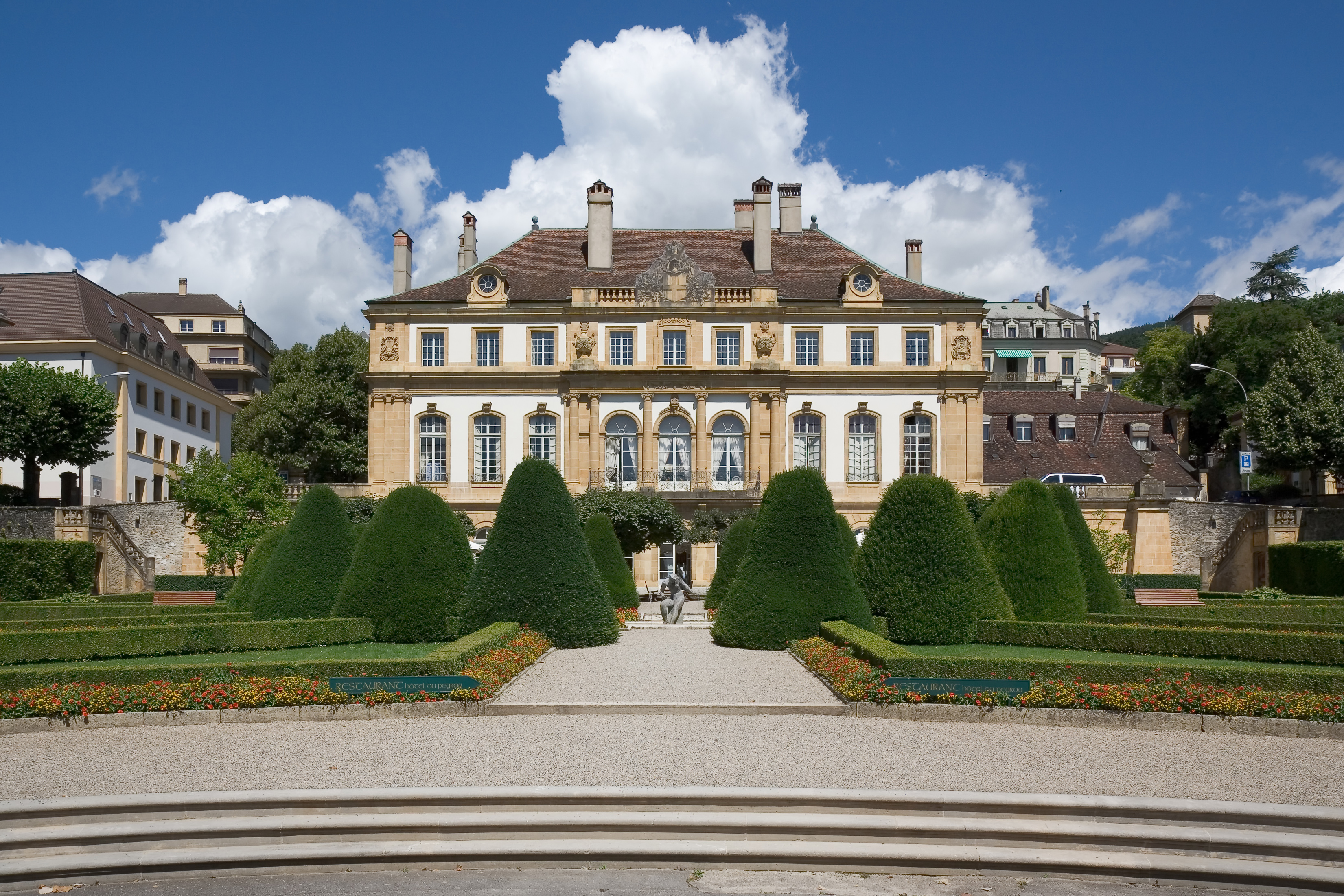
Gartenfassade (Südfront) des Hôtel DuPeyrou

Das Hôtel DuPeyrou ist ein Herrenhaus in der Stadt Neuenburg in der Schweiz.

## Pierre-Alexandre DuPeyrou

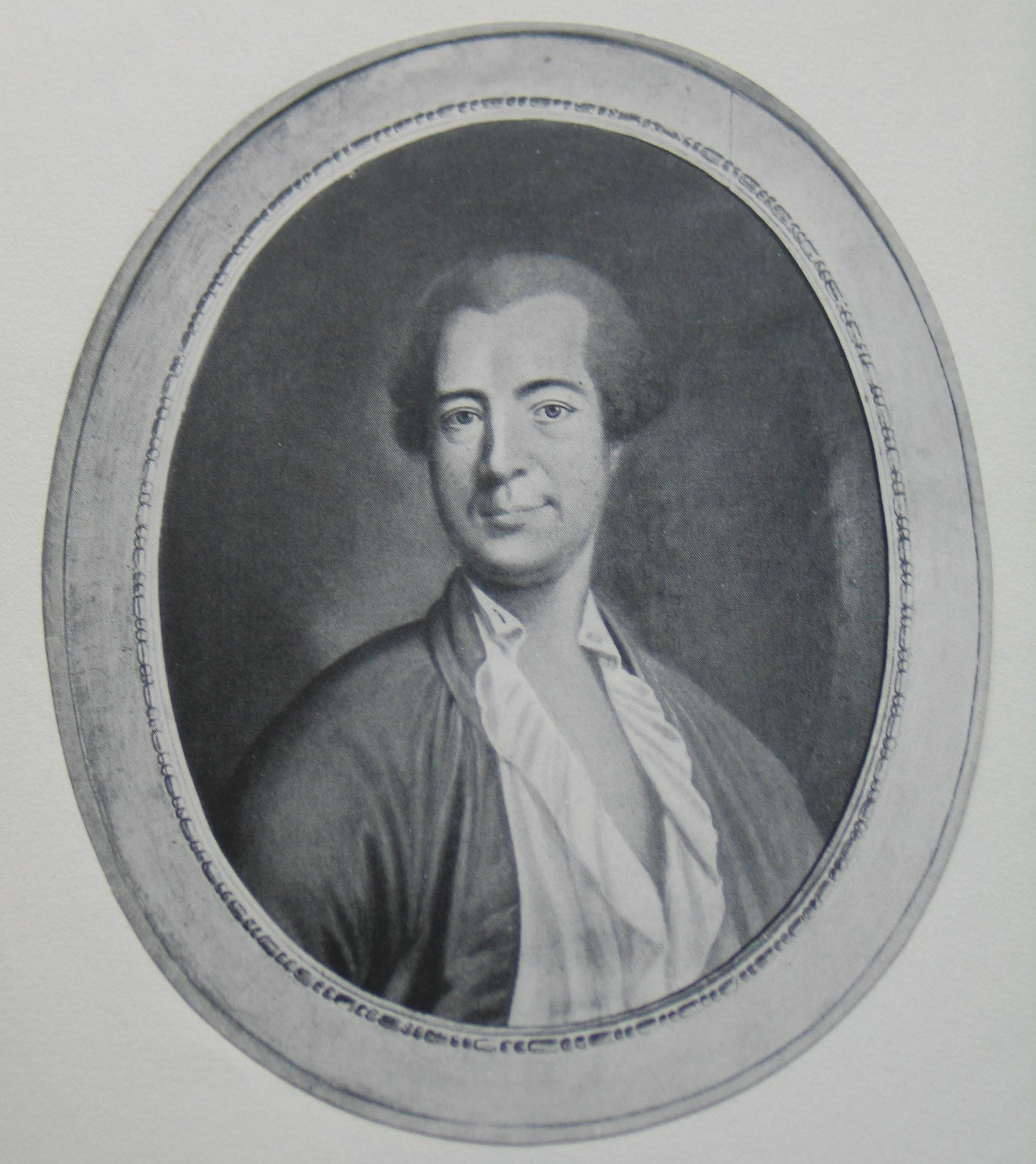
Pierre-Alexandre DuPeyrou (1729–1794), Erbauer des Hôtel DuPeyrou

Erbauer des Hôtel DuPeyrou war der 1729 in Suriname geborene Pierre-Alexandre DuPeyrou (1729–1794), der letzte Spross einer aus dem Süden Frankreichs stammenden protestantischen Familie, die wie viele andere nach der Widerrufung des Edikts von Nantes nach Holland geflüchtet war. 1748 erwarb DuPeyrou das Bürgerrecht von Neuchâtel und pflegte fortan engen Kontakt mit den geistigen Vorkämpfern der Französischen Revolution. Der Reichtum von DuPeyrou stammte aus seinen beiden Plantagen in Suriname, wo sein Vater in hoher Stellung am Gerichtshof war. Nach dem Tod des Vaters, heiratete seine Mutter Monsieur de Chambrier aus Neuchâtel, worauf DuPeyrou und seine Mutter nach Neuchâtel zogen. DuPeyrou war mit Henriette Dorothée de Pury (1750–1818) verheiratet. Die Ehe blieb kinderlos. DuPeyrou kommt das Verdienst zu, die Erstausgabe der Schriften seines Freundes Jean-Jacques Rousseau ermöglicht zu haben.

## Hôtel DuPeyrou
Der Bau seines Herrenhauses fällt in die Jahre 1764–1772. Die Pläne lieferte der Berner Architekt Erasmus Ritter (1726–1805). 1799, fünf Jahre nach dem Tod von Pierre-Alexandre DuPeyrou, verkauften die Erben die Liegenschaft an die Brüder de Pourtalès, die das Haus bereits 1813 an den Prinzen von Neuchâtel, Louis-Alexandre Berthier, weiterveräusserten. Anschliessend gehörte das Anwesen dem Bankier Denis de Rougemont. 1858 kaufte die Stadt Neuchâtel das Herrenhaus und liess 1860 ein Museum darin einrichten. Während im Wohngebäude bis zu deren Überführung ins 1885 fertiggestellte neue Museum die Kunstsammlung untergebracht war, diente das 1862 nördlich des Herrenhauses errichtete Gebäude Wechselausstellungen. Heute ist dort das archäologische Museum untergebracht. Im Erdgeschoss des Hôtel DuPeyrou befindet sich heute ein Restaurant. Die am reichsten ausgestatteten Räume dienen der Stadt Neuchâtel zu Repräsentationszwecken.

### Äussere Anordnung der Anlage
Das Hôtel DuPeyrou, das einst inmitten von Rebbergen stand und dessen Gärten bis an den Lac de Neuchâtel reichten, bildet mit seinen Nebengebäuden eine typisch barocke Anlage von funktional und ästhetisch auf einen Angelpunkt ausgerichteten Teilen, eingerahmt und zusammengefasst durch den symmetrisch konzipierten Garten. Der Ehrenhof oberhalb des Hauptgebäudes wird gegen Westen vom ehemaligen Pferdestall, gegen Osten vom Remisen- und Kellergebäude begrenzt. An der Avenue Du-Peyrou Nr. 12 bezeichnet ein Pavillon im Stil Louis XVI noch den einstigen Ostabschluss des Gartens, die stilistisch etwas älteren Pavillons am Faubourg dessen südliche Eckpunkte. Beim stark umgebauten Haus jenseits der Strasse, an der Rue de l’Orangerie Nr. 3, handelt es sich um das ehemalige Gewächshaus, von dem man einst zum Ufer des Lac de Neuchâtel gelangte, wo DuPeyrou die ersten Bäume der Seepromenade pflanzen liess.
Die architektonische Qualität des Hôtel DuPeyrou kommt an der dreigeschossigen Südfront am besten zur Geltung. Erasmus Ritter gelang es, bei reicher Orchestrierung der Fassade mit Gliederungselementen und Bauschmuck ein Höchstmass an Klarheit und zurückhaltender Eleganz – in Anlehnung an die lokale, französisch inspirierte Bautradition – zu erreichen.

### Innere Anordnung des Hauptgebäudes
Die Organisation der Innenräume entspricht ganz dem Schlossbauschema, das sich im Laufe des 17. Jahrhunderts in Frankreich herausgebildet hatte. In der Achse des Vestibüls liegt der auf den Garten ausgerichtete Salon. Die Verbindung zu den seitlichen anschliessenden Räumen bilden nach dem Vorbild französischer Schlösser auf einer Achse liegende Türen, die geöffnet den Durchblick durch sämtliche Räume erlauben (Enfilade). Typisch französisch ist auch die seitliche Anordnung des Treppenhauses. Prunkstück der Innenräume ist der "Grand Salon", ein Zeugnis des Rokoko. Den Parkettboden schmücken Pflanzenmotive und an den Wänden schaffen zahlreiche Spiegel eine illusionistische Raumerweiterung. Die Stuckdecke wurde von Künstlern aus dem Bregenzerwald geschaffen und die Täfelung mit Louis XVI-Motiven wurde aus Paris bezogen. Die Fayence-Kachelöfen im Herrenhaus stammen aus der Fayence-Manufaktur Frisching.